# هادن غيست
هادن غيست (بالإنجليزية: Haden Guest)‏ هو صحفي وناقد سينمائي ومؤرخ أمريكي، ولد في 1972.

## روابط خارجية
- هادن غيست على موقع IMDb (الإنجليزية)
- هادن غيست على موقع ميتاكريتيك (الإنجليزية)
- هادن غيست على موقع روتن توميتوز (الإنجليزية)
- هادن غيست على موقع كينوبويسك (الروسية)